# Дьоміно (Солонешенський район)
Дьо́міно (рос. Дёмино) — село у складі Солонешенського району Алтайського краю, Росія. Входить до складу Степної сільської ради.

## Населення
Населення — 206 осіб (2010; 263 у 2002).
Національний склад (станом на 2002 рік):
- росіяни — 83 %